# Топливозаправщик ТЗ-500
ТЗА-7,5-500А — авиационный топливозаправщик средней ёмкости на базе шасси МАЗ-500.

## Топливозаправщик аэродромный ТЗА-7,5-500А

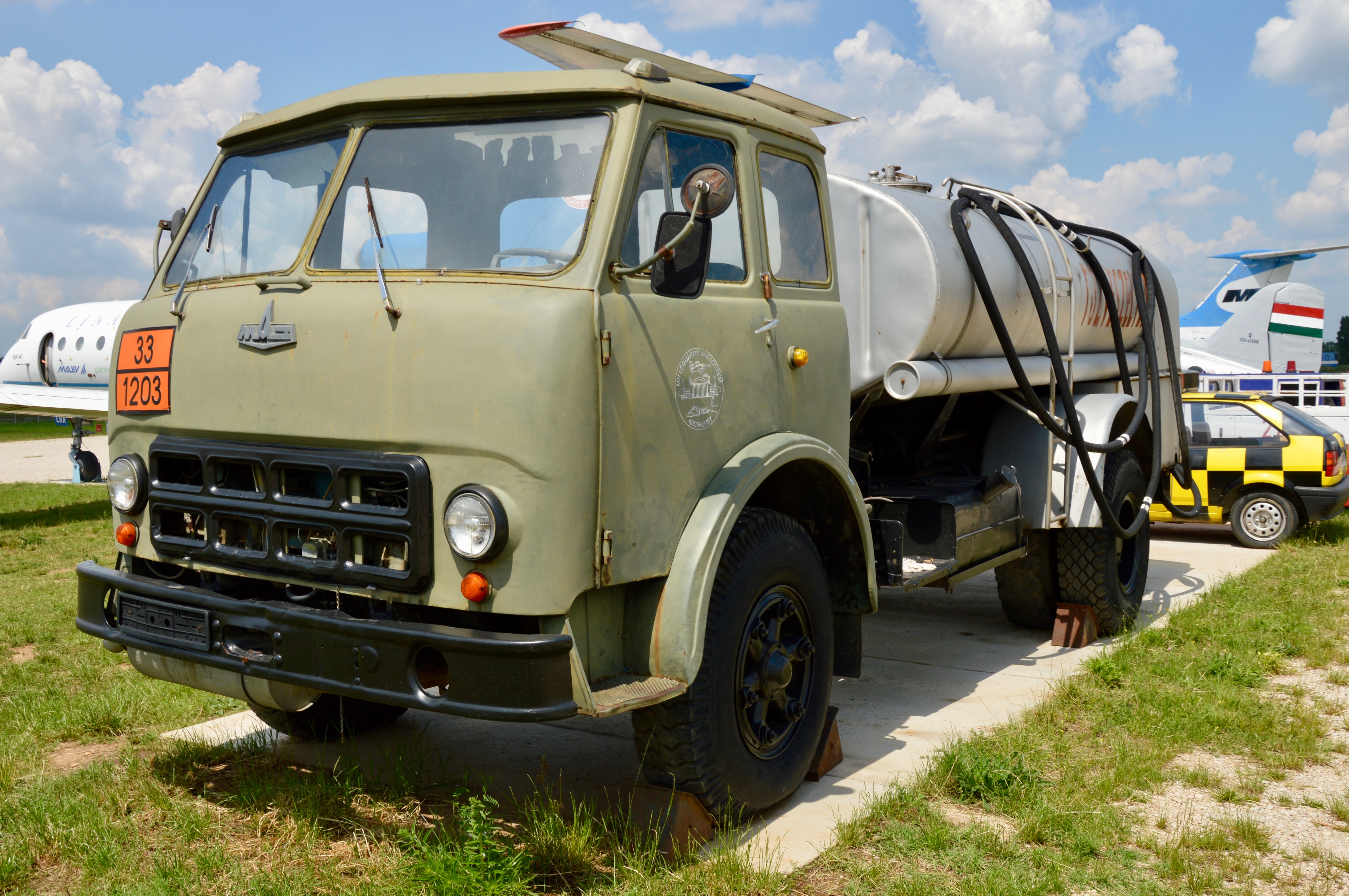
Топливозаправщик ТЗ-500 на базе шасси МАЗ-500А

ТЗА-7,5-500 предназначался для механизированной заправки летательных аппаратов авиационным топливом на аэродромах с твёрдым покрытием, а также для заправки наземной техники и транспортировки топлива.
Применялся вместе с прицепом-цистерной ПЦ-6,7.
Широко применялся (и применяется) на аэродромах истребительной и штурмовой авиации.
Выпускался с 1964 до 1994 года на Тихорецком заводе химического машиностроения «Красный молот» (г. Тихорецк).
Базовое шасси — МАЗ-500 (МАЗ-5334).

## Технические характеристики

### Габаритные размеры
- длина — 7600 мм
- ширина — 2650 мм
- высота — 2900 мм
- Расстояние от нижней точки передней оси до земли — 290 мм
- Угол заднего свеса под нагрузкой — 23 град.
- Угол переднего свеса под нагрузкой — 26 град.

### Общий вес
- в снаряжённом состоянии без нагрузки — 8295 кг
- в снаряжённом состоянии с полной нагрузкой, шофером и двумя пассажирами — 14225 кг
- ёмкость цистерны — 7800 литров
- эксплуатационная ёмкость цистерны — 7000 литров
- производительность раздаточной системы при раздаче (при 1450 л/мин оборотов насоса):
- через один рукав — 300 л/мин
- через два рукава — 500 л/мин
- время наполнения цистерны до 7000 литров:
- из глубины 3 метра — 16 мин
- из глубины 5 метров — 22 мин.
- тип насоса — самовсасывающий центробежный